# ATC-kod M03: Muskelavslappande medel
ATC-kod M03: Muskelavslappande medel är en del av klassificeringssystemet ATC (Anatomical Therapeutic Chemical Classification System) för läkemedel och vissa andra medicinska produkter. ATC utvecklas av WHO och består av alfanumeriska koder indelade i grupper utifrån anatomi, medicinsk funktion och läkemedelstyp på 5 olika kodnivåer. Denna sida utgör innehållet i en specifik grupp på nivå 2.

## M03AMuskelavslappandemedel, perifert verkande

### M03AAKurarealkaloideroch derivat
M03AA01 Alkuron
M03AA02 Tubokurarin
M03AA04 Dimetyltubokurarin

### M03ABKolinderivat
M03AB01 Suxameton

### M03AC Övriga kvartäraammoniumföreningar
M03AC01 Pankuron
M03AC02 Gallamin
M03AC03 Vekuron
M03AC04 Atrakurium
M03AC05 Hexafluron
M03AC06 Pipekuronbromid
M03AC07 Doxakuriumklorid
M03AC08 Fazadiniumbromid
M03AC09 Rokuroniumbromid
M03AC10 Mivakuriumklorid
M03AC11 Cisatrakurium

### M03AX Övriga muskelavslappande medel, perifert verkande
M03AX01 Botulinum toxin

## M03B Muskelavslappande medel, centralt verkande

### M03BAKarbaminsyraestrar
M03BA01 Fenprobamat
M03BA02 Karisoprodol
M03BA03 Metokarbamol
M03BA04 Styramat
M03BA05 Febarbamat
M03BA51 Fenprobamat, kombinationer
M03BA52 Karisoprodol, kombinationer
M03BA53 Metokarbamol, kombinationer
M03BA71 Fenprobamat i kombination med psykoleptika
M03BA72 Karisoprodol i kombination med psykoleptika
M03BA73 Metokarpamol i kombination med psykoleptika

### M03BBOxazol-,tiazin- ochtriazinderivat
M03BB02 Klormezanon
M03BB03 Klorzoxazon
M03BB52 Klormezanon, kombinationer
M03BB53 Klorzoxazon, kombinationer
M03BB72 Klormezanon i kombination med psykoleptika
M03BB73 Klorzoxazon i kombination med psykoleptika

### M03BC Aminoalkyletrar
M03BC01 Orfenadrin
M03BC51 Orfenadrin, kombinationer

### M03BX Övriga centralt verkande medel
M03BX01 Baklofen
M03BX02 Tizanidin
M03BX03 Pridinol
M03BX04 Tolperison
M03BX05 Tiokolkikosid
M03BX06 Mefenesin
M03BX07 Tetrazepam
M03BX08 Cyklobensaprin
M03BX30 Fenyramidol

## M03C Muskelavslappande medel, direkt verkande medel

### M03CADantrolenoch derivat
M03CA01 Dantrolen

### Engelska
- WHO Collaborating Centre for Drug Statistics Methodology - ATC Index
- WHO Collaborating Centre for Drug Statistics Methodology - ATCvet Index

### Svenska
- SIL online
- FASS.se - ATC
- FASS.se - Veterinär-ATC
- Sök läkemedelsfakta - Läkemedelsverket
- Socialstyrelsen : Klassifikationer
- Nationellt produktregister för läkemedel - NPL